# 菊地一浩
菊地 一浩（きくち かずひろ、1963年1月1日 - ）は、日本の俳優、声優、演出家。栃木県出身。身長173cm、体重70kg。早稲田大学文学部演劇専攻卒。所属事務所はプロダクション・タンク。以前はニナガワ・スタジオ、アカデミック・シェイクスピア・カンパニーに所属していた。

## 演出作品
- The Guys - 消防士たち -（2007年）
- 人類館（2008年）
- お勝手の姫（2012年）
- 娑婆に脱帽（2013年）
- 大阪ドラマシティー
- 青年座スタジオ
- 俳優座劇場
- 博品館劇場

## 出演作品

### 映画
- プレイボール（2002年）
- Deep Love 〜アユの物語（2004年） - 電車のサラリーマン 役
- 不撓不屈（2006年）
- 時をかける少女（2010年）

### テレビドラマ

#### NHK
- 農家のヨメになりたい（2004年）
- 繋がれた明日（2006年）

#### 日本テレビ
- ザ・クイズショウ 第2シーズン 第4話「vsカリスマ占い師!! 運命変えた母の日の贈り物」（2009年）

#### TBS
- 刑事☆イチロー 第9話（最終回）「オレは刑事だ! 世の中の犯罪と闘い続ける!!」（2003年）
- エ・アロール Et Alors 第1話「大人たちの恋愛」（2003年）
- 女系家族 第1話「激突! 愛人と三姉妹骨肉の遺産相続争い! 目的は遺産よりも復讐」（2005年）
- ラブレター 第50話「5年前の真実」（2009年） - 医師・川村正典 役
- JIN-仁- 第2話「命を救う事の悲劇」（2009年）
- 弁護士 一之瀬凛子 第2作「〜逆転の法廷〜 セレブ医師夫妻のウラの顔! 妻が殺され夫が犯人!? 完璧すぎる証拠トリックに凸凹弁護士コンビが挑む!」（2010年）

#### フジテレビ
- 君が想い出になる前に（2004年）
- アンフェア（2006年）
  - 第2話「殺人予告を3千万で落札せよ!」
  - 第3話「女刑事と容疑者! 危険な愛の行方」
- アテンションプリーズ 第10話「翔べ!! 恋の翼にのって」（2006年）
- 新宿の母物語（2006年）※方言指導
- 暴れん坊ママ 第10話（最終回）「涙の卒園式… 愛しい子よ」（2007年）
- 未来日記-ANOTHER:WORLD-（2012年）
  - EPISODE02「だから、裏切るの」
  - EPISODE FINAL「完全なる未来」

#### テレビ朝日
- 相棒 Season 2 第8話「命の値段」（2003年） - レポーター 役
- はみだし刑事情熱系 PART8 最終章 第7話「兵吾と親父〜 ついに再会! 船上の告白…」（2004年）
- 富豪刑事 第1シリーズ（2005年）
  - 第1話「富豪刑事の囮」
  - 第2話「美術館の富豪刑事」
  - 第5話「ホテルの富豪刑事」・第6話「富豪刑事の遺体捜索」・第7話「富豪刑事の古美術品騒動」

#### 中部日本放送
- ウルトラシリーズ
  - ウルトラマンネクサス Episode.02「異生獣 - スペースビースト -」（2004年） - VASニュースキャスター 役
  - ウルトラマンメビウス 第35話「群青の光と影」（2006年） - テレビレポーター 役

### テレビ番組中の再現ドラマ
- ドリーム・プレス社（2006年） - 逸見政孝 役

### 舞台
- アマデウス
- 阿国
- オセロ
- ジュリエットの悲劇（2001年） - マーキューシオ、ロレンス修道士 役
- ソング・オブ・サイゴン
- ハムレット
- マクベス
- リア王

### CM
- アシェット・コレクションズ・ジャパン

### プロモーションビデオ
- Fedex
- MADRS（うつ病）面接

### ラジオ
- NHK-FM青春アドベンチャー ハッピーバースデー（2007年） - 順子の父 役
- ピアニシモ

### 吹き替え
- 法王の銀行家 ロベルト・カルヴィ暗殺事件（2003年）
- サンドゥ、学校へ行こう!（2003年）
- バビロン5

### その他
- 健寿源（ナレーション）
- Sea doo シースクーター